# Dammtjärnen (Tärna socken, Lappland)
Dammtjärnen är en sjö i Storumans kommun i Lappland och ingår i Umeälvens huvudavrinningsområde.